# Everett Hughes
Pour les articles homonymes, voir Hughes.
Ne doit pas être confondu avec Hugh Everett, physicien américain
Everett Cherrington Hughes, né le 30 novembre 1897 à Beaver, Ohio, et mort le 4 janvier 1983 à Cambridge, Massachusetts, est l'un des principaux représentants de la pensée sociologique moderne de l'École de Chicago, courant de pensée sociologique apparu au début du XXe siècle aux États-Unis. 
Hughes et Herbert Blumer ont contribué à la seconde période de l'École de Chicago (interactionnisme symbolique), soit celle qui suit directement les recherches et enseignements de Robert Ezra Park, Ernest Burgess, W.I. Thomas et F. Znaniecki ainsi que dans une autre mesure Albion Small et George Herbert Mead. Erving Goffman, Donald Roy et Howard Becker ont été ses élèves. Tout comme William Lloyd Warner, Hughes était considéré comme un sociologue qui alliait autant études empiriques et réflexions théoriques.  

## Œuvre
Entre 1927 et 1938, Hughes enseigne la sociologie à l'université McGill à Montréal. Il profitera de son séjour à Montréal pour étudier la société canadienne-française. Il collabore avec Georges-Henri Lévesque et publie en 1943 un ouvrage qui porte sur la ville de Drummondville dans le sud de la province de Québec. Cet ouvrage, intitulé « French Canada in Transition », aborde la question de l'industrialisation des régions rurales. 
Mais Everett C. Hughes est également connu pour ses recherches sur le travail. Le travail pour Hughes est un objet de la plus haute importance puisqu'il permet d'étudier les relations entre les individus. En effet, étudier le travail, c'est étudier les arrangements sociaux et psycho-sociaux. Le travail et son environnement sont un terrain intéressant puisqu'il permet d'examiner les processus d'acceptation, de tolérance et de valorisation face aux autres. Pour Hughes, les statuts ne sont pas définis a priori, ils naissent de l'interaction des acteurs qui ont des rôles sociaux différents. 
Afin de comprendre la division du travail, Hughes propose de dégager différentes notions que sont : la profession, les métiers, le « sale boulot » (expression « dirty work » créée en 1962 dans « Good People and Dirty Work », un article publié dans Social Problems, vol. X, été 1962), la licence et le mandat.
Hughes part du principe selon lequel un travail est composé d'activités honorables et moins honorables ; ces dernières sont nommées « sale boulot ». Au cours des interactions, les individus chercheront sans cesse à déléguer à d'autres leur part de sale boulot. Dans un secteur professionnel donné, on pourra dès lors distinguer une profession et des métiers en fonction du degré de sale boulot qu'ils contiennent. 
La profession est une activité qui nécessite de hautes qualifications, mais qui a également été l'objet d'un travail intense, de la part des individus, visant à déléguer à d'autres la part de sale boulot lui incombant, accroissant ainsi son honorabilité ; on peut dire que le métier est l'activité professionnelle la plus prestigieuse au sein d'un secteur particulier. Les métiers se situent à la périphérie de la profession et cherchent à leur tour, à se rejeter mutuellement le « sale boulot ». Les métiers se livrent une lutte afin de se rapprocher le plus possible de la profession ; car plus l'activité pratiquée par le métier est proche de celle de la profession, plus l'aura honorable de cette dernière se projette sur la sienne. 
Hughes propose ensuite d'introduire la notion de licence ; elle est l'apanage des professions, ce sont des titres qui viennent légitimer la profession aux yeux du groupe social. Cette licence est un ensemble d'activités exclusives à la profession (actes notariés par exemple), le droit d'accomplir des tâches dangereuses (les chirurgiens par exemple) et le droit d'exclure un tiers de la profession. Les détenteurs d'une licence vont revendiquer le droit à exercer un mandat, c'est-à-dire le contrôle du contenu de son travail, mais également de celui des métiers.

## Littérature
- Everett C. Hughes, Rencontre de deux mondes : La crise de l'industrialisation du Canada français, 1943, traduit par Jean-Charles Falardeau, Montréal, Les Éditions du Boréal, 1972, 390 pages.